# パインボウル
パインボウルは、2008年度まで及び2011年度以降行われている北海道学生連盟の代表校と、東北学生連盟の代表校が対戦する日本学生アメリカンフットボール協会主催のボウルゲームである。正式名称はアメリカンフットボール北日本大学王座決定戦パインボウルである。
2008年度までの勝利校は、アメリカフットボール東日本大学王座決定戦シトロンボウルへの出場権を獲得していた。2009年度に全国8連盟による全日本大学アメリカンフットボール選手権大会が開始されたために一旦休止された。2011年度に全日本大学アメリカンフットボール選手権のフォーマットが変わり、東日本代表校準決勝戦が再び北海道と東北の代表で争われることになったため、名称が復活することになった。勝者は東日本代表決定戦で関東代表と対戦する。
なお、1996年までは地区対抗王座決定戦（現在は廃止）への出場権が獲得できた。

## 歴史
北海道学生連盟の代表校と、東北学生連盟の代表校が対戦し、地区対抗王座決定戦の代表校を決める試合は、東日本学生王座決定戦（現在のシトロンボウルとは異なる）として、1989年以前から存在した。東日本学生王座決定戦の初開催は1986年である。
開催の端緒は、九州、中四国地区から東日本地区との全国的な交流を打診されたことによる。
当時、大学アメリカンフットボールは全国を統括する組織が未整備であり、また競技の歴史的経緯から全国大会が長年実施されてこなかった。
歴史の長い競技組織である関東学生連盟と関西学生連盟が東西大学王座決定戦として甲子園ボウルを実施してきたが、この両連盟に加盟できない地方リーグには甲子園ボウルへの道はなかった。
そこで、九州学生連盟と中四国学生連盟が、それぞれの代表校が対戦する平和台ボウルを1985年に創設し、関西・関東学生連盟を通じて東日本地区へ働きかけ、甲子園ボウルに参加できない地区の全国大会である地区対抗王座決定戦実施を前提に、平和台ボウルと同様にその出場校を決定する地区大会として関東学生連盟の後押しもあり実施される運びとなったものである。
1989年以前においては、 北海道、東北の両リーグ代表校の遠征経費や対戦の条件を公平にすること、並びに気候上の関係のため、関東学生連盟が大会の設営にあたったため両リーグ代表校が遠征し、駒沢運動公園補助グラウンド等、関東地区の球技場が試合会場となっていた。
この大会も回を重ねる毎に地区対抗王座決定戦の出場校を決めるだけでなく、地方学生連盟が主管することにより大会運営能力を向上させるとともに、ゲーム自体を地区の活性化や普及のための事業として利用すべきとの合意の下、北海道・東北両リーグ地域で交互にボウルゲームとして昇格開催することとなった。
以上の経緯からパインボウルの副題の名称で初めて開催されたのは、第5回大会の1990年からである。
この年の受け持ちは東北学生連盟であった。東北学生連盟では地元のテレビ局である仙台放送とタイアップしてスポンサーを募り、北海道と宮城県の同時2地区放映のゲームとして実施した。
この時は、ミサワホームがスポンサーとなり、ミサワ　パインボウルの名称であったが、その後ミサワホームはスポンサーから撤退し、現在はスポンサーのつかないボウルゲームとなっている。
またパインボウル出場権を決める北海道学生アメフト選手権は1991年から数年間パインボウルも放送した北海道文化放送（uhb）で中継した。後に円山ボウルと改名された。

## 大会の名称の由来
パインボウルの名称は、「北海道の旧藩名である松前藩と、仙台の松島いずれも松（PINE）に縁があることにかけたものである」とされているのは、事実と異なり、米国のボウルゲームの名称の由来（歴史的にボウルゲームの発祥は、農産物の品評会に付随して実施されたイベントであったため、その地方の特産農産物をゲームの名称に用いたもの。ちなみにボウルとは球のことではなく、競技場がすり鉢状のため器にみたててボウルと称する）を正確に理解して名づけられたものである。それは北海道と東北に共通する豊かな自然を象徴する農林産物である「松」が選定され、その英語表記pineパインが採用された。「松」はどんな地にも根を下ろし、成長も早く樹齢も長いことから、この大会が末永く両リーグに定着するよう願いを込めて命名された。命名は東北学生連盟から提案され、北海道学生連盟の協議了承を得て決定された。

## 出場校の決定方法
北海道学生代表、東北学生代表とも、各連盟のリーグ戦（対戦方法はリーグにより異なる）の優勝校が出場権を獲得する。

## 試合会場
パインボウルの試合会場は、遠征費用や大会経費の負担及び試合条件の公平性確保から北海道地区は札幌ドーム（札幌ドームの開場以前は札幌厚別公園競技場）など、東北地区は仙台スタジアム（仙台スタジアムの開場以前は宮城陸上競技場）などの交互開催地となっている。なお、競技人口が少ないアメリカンフットボールにあって、これらの競技場確保にあたっては往時の役員に大変な苦労があったとされる。
なお2002年以降、北海道地区で札幌ドームが使用できるようになったことから、同一年にパインボウルとシトロンボウルが同一連盟の主管とならないよう隔年交互開催となった。これによりパインボウルの勝者が出場するシトロンボウル会場が、必ずしもパインボウル勝者のホームゲーム会場とならないことが生じる。また2002年以前も積雪の関係から北海道地区に実施会場がなく、東北地区のみが開催地となっていたため、同様にシトロンボウルはパインボウル勝者のホームゲーム会場とならないことが生じていた。更に下の表にあるとおり、1-4回目までは運営の公平性、さらに気候の問題上、関東地方のスタジアムで開催していた。
また札幌ドームで開催する場合は、サッカーなどフットボール用の天然芝グラウンドと、野球に使う人工芝グラウンドの2種類の芝生を採用しているが、アメリカンフットボールでは人工芝グラウンドの仕様で開催する。

## 試合方式
通常の4クォーター制（1クォーター15分）で試合を行う。開催当初は1クォーター12分の試合であったが、シトロンボウルの開催に伴い、甲子園ボウル等全国大会レベルの試合にふさわしい1クォーター15分に改められた。
試合終了時点で、得点の多いチームの優勝。同点の場合は両校優勝となる。
パインボウルの勝者はシトロンボウルの出場権を得て、関東学生連盟代表校と対戦する（同点優勝の場合は、第4クォーター終了後にタイブレーク方式（3回戦）による延長戦で進出チームを決める。3回戦のタイブレークが行われても決着がつかなかった場合は、コイントスによって出場チームを決定することとされている。ただし、パインボウルにおいて、まだ延長戦が行われた事例はない。パインボウル以前の1988年の第3回東日本学生王座決定戦での引分け時は、タイブレイクはなく、コイントスのみであった）。

## 過去の戦績
- 2005年度は東北大学が北海道大学を20-0で破り3年連続12回目の優勝を果たした。MVPは東北大LB#57堀内。

- 2006年度は北海道大学が東北大学を第4Q残り30秒で逆転のフィールドゴールを決めて16-14で破り4年ぶり7回目の優勝を果たした。MVPは北大QB#12岩崎。

- 2007年度は北海道大学が東北大学を完封の34-0で破り2年連続8回目の優勝を果たした。MVPは2年連続で北大QB#12岩崎。

- 2008年度は東北大学が北海道大学を36-24で破り3年ぶり13回目の優勝を果たした。MVPは東北大RB#16須藤。

| 回 | 年     | 試合会場                 | 北海道代表校 | スコア | 東北代表校 |
| -- | ------ | ------------------------ | ------------ | ------ | ---------- |
| 1  | 1986年 | 大井球技場               | 北海道大     | 6-30   | 東北大     |
| 2  | 1987年 | よみうりランド球技場     | 北海道大     | 14-7   | 東北大     |
| 3  | 1988年 | 大井球技場               | 北海道大     | 14-14  | 東北大     |
| 4  | 1989年 | 駒沢補助球技場           | 北海道大     | 17-34  | 東北大     |
| 5  | 1990年 | 宮城陸上競技場           | 北海道大     | 10-24  | 東北大     |
| 6  | 1991年 | 札幌厚別公園競技場       | 札幌学院大   | 7-19   | 東北大     |
| 7  | 1992年 | 宮城陸上競技場           | 札幌学院大   | 7-14   | 東北大     |
| 8  | 1993年 | 札幌厚別公園競技場       | 札幌学院大   | 35-21  | 東北大     |
| 9  | 1994年 | 宮城陸上競技場           | 札幌大       | 0-36   | 東北大     |
| 10 | 1995年 | 札幌厚別公園競技場       | 北海道大     | 28-35  | 東北大     |
| 11 | 1996年 | 宮城陸上競技場           | 北海道大     | 45-10  | 仙台大     |
| 12 | 1997年 | 札幌厚別公園競技場       | 北海道大     | 45-13  | 東北大     |
| 13 | 1998年 | 仙台スタジアム           | 北海道大     | 31-30  | 東北大     |
| 14 | 1999年 | 札幌厚別公園競技場       | 北海道大     | 56-3   | 岩手大     |
| 15 | 2000年 | 仙台スタジアム           | 北海道大     | 21-24  | 東北大     |
| 16 | 2001年 | 札幌ドーム               | 北海道大     | 10-28  | 東北大     |
| 17 | 2002年 | 宮城陸上競技場           | 北海道大     | 49-28  | 東北大     |
| 18 | 2003年 | 札幌ドーム               | 北海学園大   | 12-48  | 東北大     |
| 19 | 2004年 | 仙台スタジアム           | 北海道大     | 3-50   | 東北大     |
| 20 | 2005年 | 札幌ドーム               | 北海道大     | 0-20   | 東北大     |
| 21 | 2006年 | ユアテックスタジアム仙台 | 北海道大     | 16-14  | 東北大     |
| 22 | 2007年 | 札幌ドーム               | 北海道大     | 34-0   | 東北大     |
| 23 | 2008年 | ユアテックスタジアム仙台 | 北海道大     | 24-36  | 東北大     |

## 出場校の戦績
出場経験校は、北海道代表はほとんど北海道大学（優勝回数8回）であるが、札幌学院大学（優勝回数1回で、北海道大学、東北大学以外では唯一の優勝経験がある）、札幌大学、北海学園大学も出場経験がある。
一方、東北地区は東北大学（優勝回数13回+1988年の引分時にはコイントスで地区王座決定戦の出場権を獲得）のほか、岩手大学、仙台大学に出場経験がある。
| 校名       | 地区   | 出場 | 勝数 | 負数 | 引分 |
| ---------- | ------ | ---- | ---- | ---- | ---- |
| 東北大     | 東北   | 21   | 13   | 7    | 1    |
| 北海道大   | 北海道 | 18   | 8    | 9    | 1    |
| 札幌学院大 | 北海道 | 3    | 1    | 2    | 0    |
| 北海学園大 | 北海道 | 1    | 0    | 1    | 0    |
| 岩手大     | 東北   | 1    | 0    | 1    | 0    |
| 仙台大     | 東北   | 1    | 0    | 1    | 0    |
| 札幌大     | 北海道 | 1    | 0    | 1    | 0    |